# Nati nel 1573
| Questa pagina contiene informazioni ricavate automaticamente dalle voci biografiche con l'ausilio del template Bio e di un bot. L'aggiornamento è periodico e automatico e ricostruisce completamente la pagina. Se manca una persona in questa lista, sei pregato di non aggiungerla, ma accertati piuttosto che la sua voce biografica contenga il template Bio e che i dati anagrafici siano correttamente compilati. Se il template Bio manca, inseriscilo tu stesso o, in alternativa, metti l'avviso {{tmp\|Bio}} che ne segnala la mancanza. Se i dati riportati sono sbagliati, correggi direttamente la voce biografica; le modifiche saranno visibili in questa lista entro pochi giorni. Per chiarimenti vedi il progetto biografie. La lista contiene solo le 76 persone che sono citate nell'enciclopedia e per le quali è stato implementato correttamente il template Bio. Pagina aggiornata al 10 apr 2025. |

## Gennaio(6)
- 10 gennaio - Simon Marius, astronomo tedesco († 1624)
- 18 gennaio - Ambrosius Bosschaert, pittore olandese († 1621)
- 20 gennaio - Alessandro di Schleswig-Holstein-Sonderburg, nobile danese († 1627)
- 22 gennaio - Ludwig Camerarius, politico, avvocato e scrittore tedesco († 1651)
- 22 gennaio - Sebastian Vrancx, pittore e disegnatore fiammingo († 1647)
- 30 gennaio - Giorgio Federico di Baden-Durlach, sovrano († 1638)

## Febbraio(1)
- 28 febbraio - Elias Holl, architetto tedesco († 1646)

## Marzo(3)
- 1º marzo - Kaspar von Hohenems, politico austriaco († 1640)
- 12 marzo - Agnese Edvige di Anhalt, principessa († 1616)
- 24 marzo - Giovanni Doria, cardinale e arcivescovo cattolico italiano († 1642)

## Aprile(5)
- 6 aprile - Margherita di Brunswick-Lüneburg, principessa († 1643)
- 13 aprile - Cristina di Holstein-Gottorp, nobile tedesca († 1625)
- 15 aprile - Matteo Caccini, botanico italiano († 1640)
- 17 aprile - Massimiliano I di Baviera, nobile tedesco († 1651)
- 28 aprile - Carlo di Valois-Angoulême, nobile († 1650)

## Maggio(3)
- 4 maggio - Richard Johnson, scrittore inglese
- 12 maggio - Enrico di Montpensier, nobile francese († 1608)
- 13 maggio - Jagat Gosain, principessa indiana († 1619)

## Giugno(4)
- 9 giugno - Hendrik Hondius, incisore e editore olandese
- 16 giugno - Andries de Witt, politico olandese († 1637)
- 18 giugno - Joan Pau Pujol, presbitero, compositore e organista spagnolo († 1626)
- 28 giugno - Tommaso Stigliani, poeta, scrittore e critico letterario italiano († 1651)

## Luglio(7)
- 5 luglio - Paolo Dal Pozzo, pittore italiano († 1655)
- 12 luglio - Pietro Carrera, scacchista e scrittore italiano († 1647)
- 15 luglio - Inigo Jones, architetto, scenografo e costumista britannico († 1652)
- 18 luglio - Odoardo Fialetti, pittore e incisore italiano
- 25 luglio - Christoph Scheiner, gesuita, astronomo e matematico tedesco († 1650)
- 29 luglio - Filippo II di Pomerania, nobile tedesco († 1618)
- 29 luglio - Morazzone, pittore italiano († 1626)

## Agosto(2)
- 16 agosto - Anna d'Asburgo, sovrana († 1598)
- 25 agosto - Elisabetta di Danimarca, principessa danese († 1625)

## Settembre(1)
- 28 settembre - Théodore de Mayerne, medico svizzero

## Ottobre(4)
- 4 ottobre - Rodrigo Caro, poeta, storico e presbitero spagnolo († 1647)
- 6 ottobre - Henry Wriothesley, III conte di Southampton, conte britannico († 1624)
- 7 ottobre - William Laud, arcivescovo anglicano inglese († 1645)
- 11 ottobre - Jacobus Boonen, arcivescovo cattolico belga († 1655)

## Novembre(2)
- 3 novembre - Caterina di Lorena, nobile e badessa francese († 1648)
- 29 novembre - Johannes Canuti Lenaeus, religioso svedese († 1669)

## Dicembre(3)
- 8 dicembre - Odoardo Farnese, cardinale italiano († 1626)
- 22 dicembre - Ernesto Casimiro di Nassau-Dietz, conte († 1632)
- 23 dicembre - Il Cerano, pittore, scultore e architetto italiano († 1632)

## Senza giorno specificato(35)
- Ercole Abbati, pittore italiano († 1613)
- Giovanni Battista Albanese, scultore e architetto italiano († 1630)
- Elena Aliprandi, nobile italiana († 1608)
- Asakura Nobumasa, militare giapponese († 1637)
- Paolo Belloni, giurista e politico italiano († 1625)
- Hendrik van den Bergh, militare olandese († 1638)
- Francesco Carletti, scrittore, viaggiatore e mercante italiano († 1636)
- Fatma Sultan, principessa ottomana († 1620)
- Sebastian Francken, pittore e incisore fiammingo († 1636)
- Sigismondo Gambacorta, vescovo cattolico italiano († 1636)
- Ellis Gibbons, compositore inglese († 1603)
- Baccio Gorini, pittore italiano († 1628)
- Frans de Grebber, pittore olandese († 1643)
- Jacob van der Heyden, pittore, incisore e scultore fiammingo († 1645)
- Thomas Heywood, drammaturgo inglese († 1641)
- Thomas Hope, I baronetto di Craighall, avvocato scozzese († 1646)
- Kuki Moritaka, militare giapponese († 1632)
- Guy Eder de La Fontenelle, nobile e militare francese († 1602)
- Giovanni Battista Lantana, architetto italiano († 1627)
- Giambattista Leni, cardinale e vescovo cattolico italiano († 1627)
- Lodovick Lloyd, poeta gallese († 1610)
- Caterina Medici da Broni, italiana († 1617)
- Giulio Cesare Monteverdi, compositore italiano († 1630)
- François Quesnel, pittore e disegnatore francese († 1619)
- Giuseppe Ripamonti, presbitero e storico italiano († 1643)
- Giuseppe Salerno, pittore italiano († 1632)
- Satomi Yoshiyasu, militare giapponese († 1603)
- Fortunato Scacchi, religioso e teologo italiano († 1643)
- Shimazu Hisayasu, militare giapponese († 1593)
- Takuan Sōhō, monaco buddhista giapponese († 1645)
- Takenaka Shigekado, militare giapponese († 1631)
- Ukita Hideie, militare giapponese († 1655)
- Thomas Westfield, religioso e teologo inglese († 1644)
- François-Annibal d'Estrées, militare e diplomatico francese († 1670)
- Juan de Pablo Bonet, pedagogo spagnolo († 1633)